# 苏朗日
苏朗日（法語：Soulanges，法語發音：[sulɑ̃ʒ]）是法国马恩省的一个市镇，属于维特里勒弗朗索瓦区。

## 地理
苏朗日（48°47'26"N, 4°32'6"E）面积12.37 平方千米，位于法国大東部大區马恩省，该省份为法国东北部内陆省份，北起阿登省，西北接埃纳省，西南接塞纳-马恩省，南至奥布省，东南接上马恩省，东临默兹省。
与苏朗日接壤的市镇（或旧市镇、城区）包括：阿布朗库尔、欧奈莱特尔、库夫罗、德鲁伊、马恩河畔卢瓦西、普兰日、菲永河畔圣阿芒、香槟地区圣吕米耶、松日。

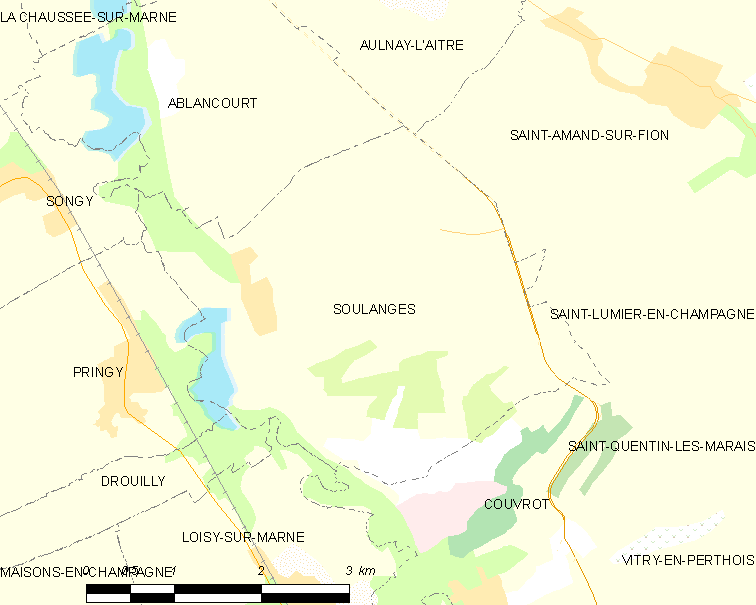
苏朗日的OSM定位图

苏朗日的时区为UTC+01:00、UTC+02:00（夏令时）。

## 行政
苏朗日的邮政编码为51300，INSEE市镇编码为51557。

## 政治
苏朗日所属的省级选区为维特里勒弗朗索瓦-香槟-代尔县。

## 人口

1962-2008年间苏朗日人口变化图示

苏朗日于2022年1月1日时的人口数量为457人。